# Sceau-Saint-Angel
Sceau-Saint-Angel är en kommun i departementet Dordogne i regionen Nouvelle-Aquitaine i sydvästra Frankrike. Kommunen ligger i kantonen Nontron som tillhör arrondissementet Nontron. År 2022 hade Sceau-Saint-Angel 126 invånare.

## Befolkningsutveckling
Antalet invånare i kommunen Sceau-Saint-Angel
Referens:INSEE